# 束 (神经解剖学)
神经解剖学中，束（fasciculus）是中枢神经系统中的神经径，即中枢神经内一束神经纤维（神经元的轴突），其中可包含数个索，每个索都是一小束神经纤维。单个神经束表面有神经束膜保护，而其中的各个索之间还有神经内膜隔开。多个神经束可形成的一条神经，外表还有神经外膜保护。
神经束（nerve fascicle）则是属于周围神经系统神经的一束神经纤维。
英语 fasciculus 与 fascicle 时常混用，但在中枢神经系统内，仍多用 fasciculus。例如：脑中的弓状束（arcuate fasciculus）、脊髓内的薄束（gracile fasciculus）。